# Lecture incrémentale

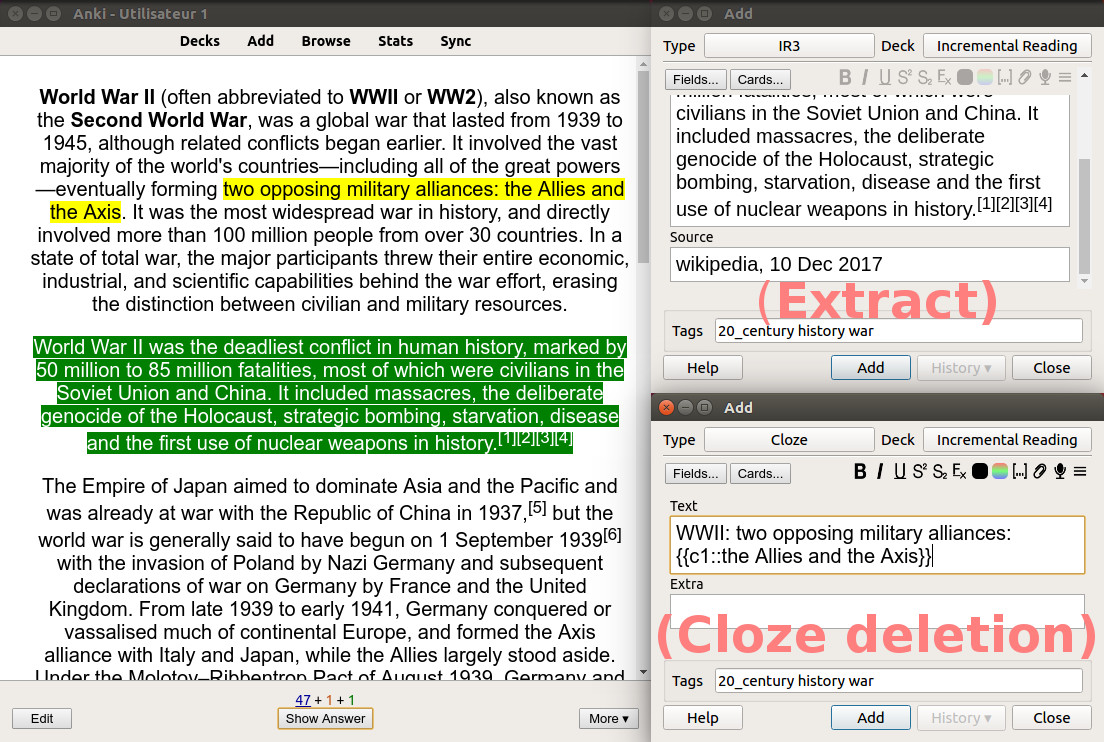
Lecture incrémentale avec une extension pour Anki : extraction d'un fragment du texte et création d'un texte à trous

La lecture incrémentale est une méthode de lecture et d'apprentissage assistée par logiciel, aidant à la création de cartes mémoires à partir d'articles numériques lus par portions dans une liste de lecture priorisée.
Cette méthode est particulièrement adaptée aux personnes essayant d'apprendre à long terme un volume important d'information, particulièrement si cette information provient de sources variées.
« Lecture incrémentale » signifie « lecture par fragments ». Plutôt que de lire des articles linéairement et un à la fois, la méthode implique l'utilisation d'une longue liste de lecture d'articles ou de livres numériques (souvent des dizaines ou des centaines d'articles). À chaque session, des fragments de plusieurs articles sont lus. La priorité de chaque article dans la liste de lecture est établie par l'utilisateur.
Au cours de la lecture, les points essentiels des articles sont extraits puis convertis en cartes mémoire, qui sont ensuite apprises et révisées à long terme à l'aide d'un algorithme de répétition espacée.
L'utilisation de cartes mémoires postérieurement à la lecture initiale se fonde sur des principes psychologiques de fonctionnement de la mémoire à long terme, notamment l'effet d'espacement (la mémoire à long terme est augmentée quand l'apprentissage est espacé dans le temps) et l'effet test (la mémorisation est supérieure quand une partie de la période d'apprentissage est consacrée à des tests consistant à tenter de retrouver l'information à mémoriser).
Les implémentations actuelles comprennent les logiciels de répétition espacée Anki − via une extension − et SuperMemo. La lecture incrémentale est également possible avec les éditeurs de texte Emacs et Yi.

## Histoire
La méthode est souvent attribuée au développeur polonais Piotr Wozniak (en). Celui-ci a implémenté une première version de lecture incrémentale en 1999, dans le logiciel de répétition espacée SuperMemo 99. Le logiciel proposait les outils essentiels de la méthode : une liste de lecture permettant de définir la priorité de chaque article, et la possibilité d'extraire des portions de texte et de créer des textes à trous.
Une méthode rudimentaire de lecture incrémentale a été proposée en 2007 pour l'éditeur de texte Emacs.
Une première extension pour Anki a plus tard été publiée en 2011.

## Méthode
Pendant la lecture d'un article numérique, l'utilisateur extrait les fragments les plus importants (de manière similaire au surlignage d'un article papier) et crée des cartes mémoire. Les cartes mémoires présentent l'information sous un format question/réponse (permettant ainsi la révision active (en)). Les textes à trous sont souvent utilisés en lecture incrémentale, car ils sont faciles à créer à partir d'un fragment de texte. La révision ultérieure des extraits et des cartes mémoire est organisée indépendamment des occurrences suivantes d'apparition de l'article original au sommet de la liste de lecture.
Avec le temps et les révisions, les articles doivent être progressivement convertis en extraits, et les extraits convertis en cartes mémoire. La lecture incrémentale est donc une méthode de conversion d'articles numériques en cartes mémoire.
Contrairement aux extraits, les cartes mémoire sont révisées par révision active (en). Ainsi, des extraits comme « Charles de Gaulle a été le premier Président de la Cinquième République » doivent à terme être convertis en questions comme « Qui a été le premier Président de la Cinquième République ? », ou en des textes à trous comme « ... a été le premier Président de la Cinquième République » ou « Charles de Gaulle a été le premier Président de... », etc.
Ce processus de création de cartes mémoire est semi-automatique. Le lecteur choisit le matériel qu'il souhaite apprendre et contrôle la formulation précise des questions posées, tandis que le logiciel aide à la création des cartes mémoire et organise le planning des révisions : il calcule le meilleur moment auquel l'utilisateur doit réviser chaque carte mémoire ou extrait, selon les principes de la répétition espacée. Ainsi, toutes les unités d'information sont présentées à intervalles globalement croissants.
Les articles sont lus par fragments de tailles proportionnelles à la capacité de concentration de l'utilisateur, laquelle dépend de l'individu, de son humeur, de la nature de l'article, etc. Cette fragmentation de la lecture empêche la lassitude et permet de rester plus attentif, selon Piotr Wozniak (en).
La répétition espacée permet de garder en mémoire le matériel étudié, et ainsi de ne pas se perdre dans la masse d'information inhérente à l'apprentissage de dizaines de sujets en parallèle.